# Kilmarnock (Virgínia)
Kilmarnock és una població dels Estats Units a l'estat de Virgínia. Segons el cens del 2000 tenia 1.244 habitants.

## Demografia
Segons el cens del 2000, Kilmarnock tenia 1.244 habitants, 547 habitatges, i 305 famílies. La densitat de població era de 167,9 habitants per km².
Dels 547 habitatges en un 23,6% hi vivien nens de menys de 18 anys, en un 39,9% hi vivien parelles casades, en un 13% dones solteres, i en un 44,2% no eren unitats familiars. En el 40,8% dels habitatges hi vivien persones soles el 25,4% de les quals corresponia a persones de 65 anys o més que vivien soles. El nombre mitjà de persones vivint en cada habitatge era d'1,99 i el nombre mitjà de persones que vivien en cada família era de 2,66.
Per edats la població es repartia de la següent manera: un 18,4% tenia menys de 18 anys, un 4,7% entre 18 i 24, un 19,3% entre 25 i 44, un 20,3% de 45 a 60 i un 37,4% 65 anys o més.
L'edat mediana era de 52 anys. Per cada 100 dones de 18 o més anys hi havia 64 homes.
La renda mediana per habitatge era de 31.625 $ i la renda mediana per família de 43.500 $. Els homes tenien una renda mediana de 30.167 $ mentre que les dones 20.875 $. La renda per capita de la població era de 21.172 $. Entorn del 9,1% de les famílies i el 14,5% de la població estaven per davall del llindar de pobresa.

## Poblacions més properes
El següent diagrama mostra les poblacions més properes.